# 第110独立領土防衛旅団 (ウクライナ領土防衛隊)
第110独立領土防衛旅団（だい110どくりつりょうどぼうえいりょだん、ウクライナ語: 110-та окрема бригада територіальної оборони）は、ウクライナ領土防衛隊の旅団。東部作戦管区隷下。

## 概要

### ドンバス戦争
2018年7月1日、ドンバス戦争の影響に伴い、ウクライナ領土防衛隊の動員が開始され、ザポリージャ州で創設された。

### ロシアのウクライナ侵攻

#### 南部・ザポリージャ戦線

第110旅団旗

2022年2月24日、ロシアのウクライナ侵攻で南部ザポリージャ州メリトポリ地区に配備されたが、不手際で装備が用意されなかったため、メリトポリの防衛には参加できずにメリトポリは陥落した。以後もロシア軍の攻勢でトクマク、ヴァシリウカが陥落し、ザポリージャで撃退したが4月にヴャチェスラフ・ヴラセンコ旅団長が解任された。
2022年11月、南部ザポリージャ州ポロヒー地区に再配置され、フリャイポレ方面に展開した。2023年6月上旬には攻勢を開始し、2月に解放を試みたノヴォダリウカを解放した。侵攻当初は装備に悩まされていたが、10月には領土防衛隊ながらロシア軍から鹵獲したT-62M戦車が配備された。

#### 東部・スヴァトヴェ-クレミンナ戦線
2024年6月、東部ルハーンシク州スヴァトヴェ地区に再配置され、クプヤンシク方面に展開した。
2025年7月14日、ゼレンスキー大統領より名誉称号「ホルティツァ」を授与された。

## ギャラリー

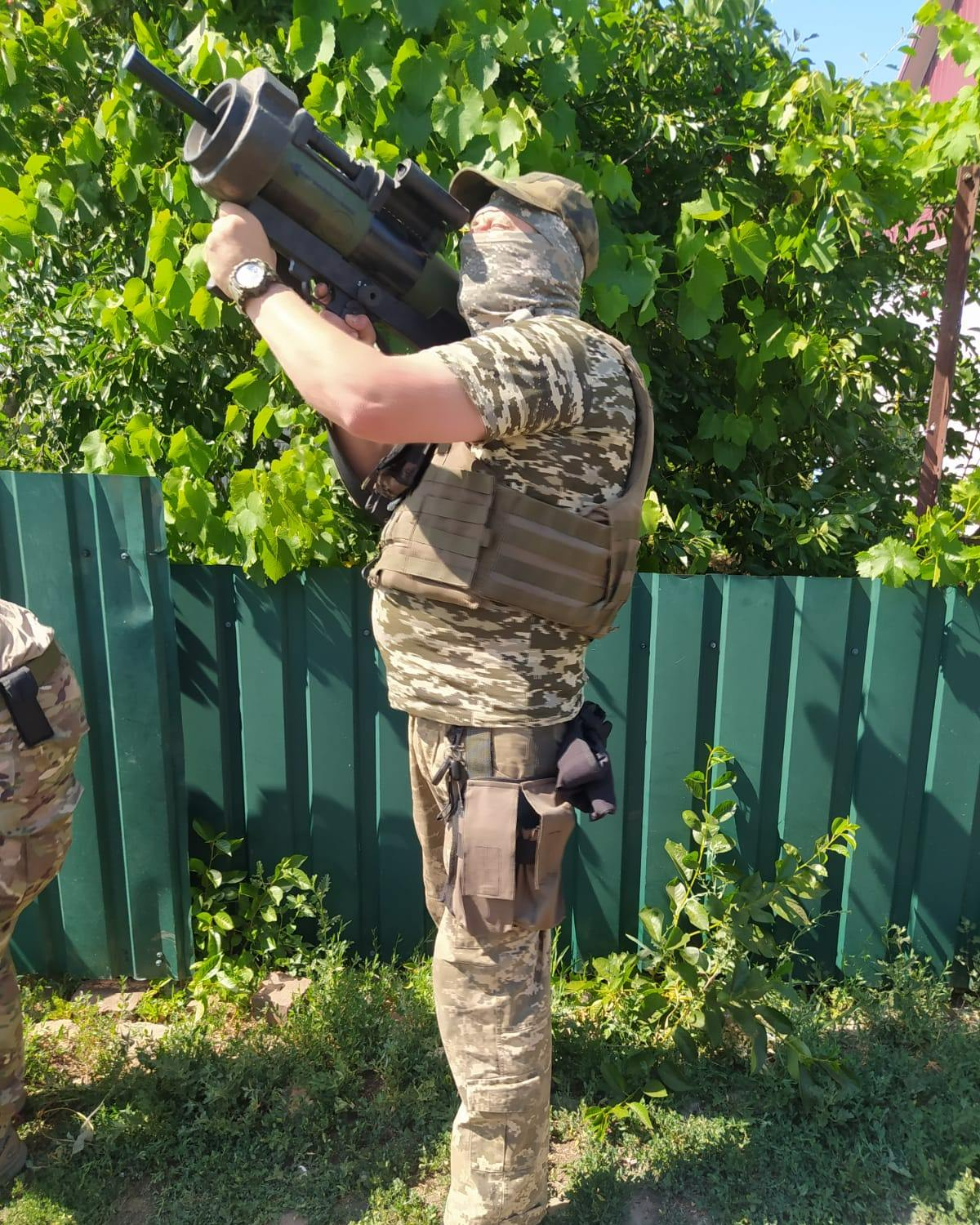

## 編制
- 旅団司令部（ザポリージャ）
- 第111独立領土防衛大隊（ベルジャーンシク）
- 第112独立領土防衛大隊（カミアンカ＝ドニプロウスカ）
- 第113独立領土防衛大隊（エネルホダル）
- 第114独立領土防衛大隊（ザポリージャ）
- 第115独立領土防衛大隊（メリトポリ）
- 第116独立領土防衛大隊（ポロヒー）

- 火力支援中隊
- 迫撃砲中隊
- 対破壊工作中隊
- 戦闘・後方支援隊
- 衛生隊